# Simulium fallisi
Simulium fallisi es una especie de insecto del género Simulium, familia Simuliidae, orden Diptera.
Fue descrita científicamente por Golini, 1975.